# 강간피해자보호법
|                                                       |
| 증거법                                                |
| 영미법 시리즈                                         |
| 증거의 종류                                           |
| 증언 · 물증                                           |
| 전자증거 · 무죄입증 증거                              |
| 과학적 증거 · 물적 증거                               |
| 목격자지목 · DNA증거                                  |
| 거짓말                                                |
| 관련성                                                |
| 입증책임 · 증거기초                                   |
| 공공복리예외 · 오염 · 성격증거                        |
| 습관증거 · 유사사실                                   |
| 진위확인                                              |
| 관리 연속성 · 주지의 사실                             |
| 최량증거원칙 · 자기확증문서 · 오래된 문서             |
| 증인                                                  |
| 증인적격 · 증언거부특권                               |
| 직접신문 · 교호신문 · 재직접신문                      |
| 탄핵증거                                              |
| 기록된 기억 · 전문가증언                              |
| 사망자 규정                                           |
| 전문증거와 예외                                       |
| 영국법 · 미국법                                       |
| 자백 · 업무상 기록                                    |
| 흥분 상태의 언급 · 임종시의 진술                      |
| 일방 당사자의 자인 · 오래된 문서                      |
| 이익에 반하는 진술 · 현장성 감각 인상 · 부대상황 사실 |
| 권위학술서 · 비언어적 행동                            |
| 미국법의 다른 영역                                    |
| 계약법 · 불법행위법                                   |
| 재산법 과 미국의 유언신탁법                           |
| 형법 · 증거법                                         |

강간피해자보호법(rape shield law)은 강간피해자의 과거 이성관계에 대한 내용이 증거로 제시되지 못하도록 하는 미국의 법률을 말한다. 과거 커먼로하에서는 강간, 성폭행 재판에서 피해 여성의 정조에 관한 사실을 증거로 제시하는 것이 가능하였고 이를 근거로 피고가 피해자가 관계에 동의했을 것이라는 주장을 하는 것이 가능하였다. 현재의 대부분의 미국 주에서는 이런 커먼로 관행을 포기하고 강간보호법을 제정, 피해자의 이성관계가 증거로 제시되는 것을 차단하고 있다.

## 미국연방증거규칙
미국연방증거규칙 412조는 피의자의 과거 성생활 및 편력에 대한 내용은 증거로 제시되지 못하도록 하고 있다. 이 원칙은 형사뿐만 아니라 성희롱 민사재판에서도 적용된다.